# Baronia de la Vansa

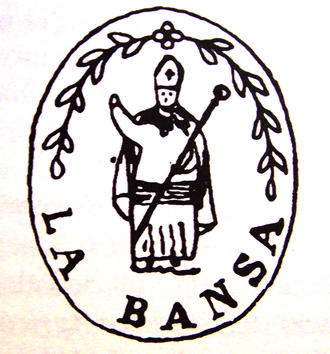
Reproducció del segell que utilitzava l'ajuntament de la Baronia de la Vansa durant el

Baronia de la Vansa, antiga jurisdicció senyorial formada per les poblacions de Lluçars, Boada, Tòrrec i la Vansa. L'any 1836, amb la desaparició de les jurisdiccions senyorials, passà a establir-se com a municipi. Pocs anys després s'hi incorporarien les localitats de Gàrzola i Argentera. El 1926 el municipi de la Baronia de la Vansa s'integrà al de Vilanova de Meià.

## Senyors de la baronia
Senyors dels quals es té constància:
- Ermengol II d'Urgell (segle xi).
- Guillem de Lavansa (segle xii).
- Ramon de Lavansa (segle xii).
- Ermengol X d'Urgell (1274 - 1314).
- Joan de Gilabert (finals segle XV).
- Joan de Gilabert. Fill.
- Joan de Gilabert i de Pou. Net.
- Francesc de Gilabert i Alentorn (Finals segle XVI- inicis segle xvii). Paer de Lleida en tres ocasions.

En algun moment del segle xvii la baronia canvia de mans, sense que se'n coneguin els detalls.
- Josep Galceran de Pinós i de Perapertusa (1626-1680).
- Josep Galceran de Pinós i Rocabertí (1665-1718). Conegut per ser un del defensors de Barcelona durant el setge de 1713-14.
- Josep Galceran de Pinós i Pinós (1710-1785).
- Marquès de Dues Aigües. Últim senyor de la Vansa segons la tradició popular. Data indeterminada.